# PC Garage
PC Garage este o companie din România care se ocupă cu vânzarea online de echipamente și componente IT. În 2005, compania a lansat magazinul online de IT&C. În luna februarie a anului 2008, se lansează forumul My Garage.
În septembrie 2009, PC Garage este achiziționat de către FIT Distribution, parteneriat prin care grupul își consolidează cea de-a doua poziție pe piața de comerț online. În 2010, PC Garage evoluează, în materie de trafic, cu 20% mai mulți vizitatori unici ajungând la 280.000/lună, și cu 34% mai multe vizite, atingând un număr de 6,7 milioane.
În 2011, PC Garage înregistrează 150.000 clienți, și un număr de 7 milioane de afișări. La data de 15 aprilie 2016, eMAG a preluat PC Garage.